# St. Laurentius (Hofstarring)

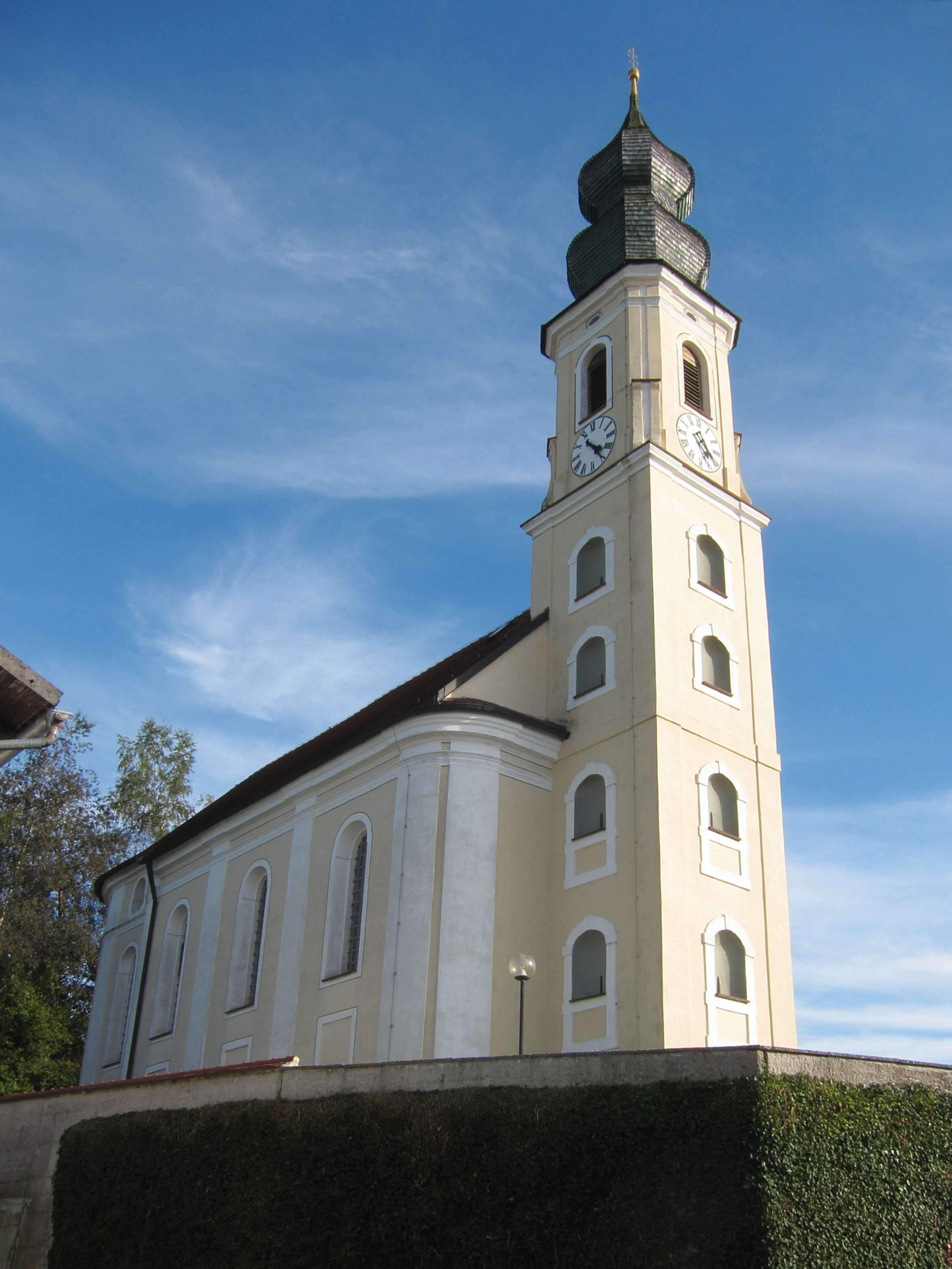
St. Laurentius in Hofstarring

Die römisch-katholische Filialkirche St. Laurentius steht in Hofstarring, einem Gemeindeteil von Steinkirchen im oberbayerischen Landkreis Erding. Das Bauwerk ist in der Liste der Baudenkmäler in Steinkirchen (Oberbayern) als Baudenkmal unter der Nr. D-1-77-138-10 eingetragen. Die Kirche gehört zum Pfarrverband Holzland im Dekanat Erding des Erzbistums München und Freising. Kirchenpatron der Kirche ist Laurentius von Rom.

## Beschreibung
Die barocke Saalkirche wurde 1767 nach einem Entwurf von Johann Baptist Lethner erbaut. Sie besteht aus dem dreijochigen Langhaus mit abgerundeten Ecken, dem eingezogenen, halbrund geschlossenen Chor im Osten und dem Kirchturm im Westen. Das von einer Welschen Haube bedeckte Obergeschoss des Turms mit abgeschrägten Ecken enthält die Turmuhr und den Glockenstuhl.
Der barocke Hochaltar wurde 1772 von Christian Jorhan dem Älteren umgearbeitet. Er wurde mit den Skulpturen des Florian von Lorch, des Leonhard von Limoges, des Korbinian und des Laurentius von Rom ergänzt.